# Äquator

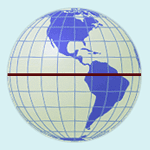
Modell der Erde mit Äquator (rot), parallelen Breitenkreisen und von den Polen ausgehenden Meridianen

Der Äquator eines Planeten oder sonstigen rotationssymmetrischen Himmelskörpers ist der auf seiner Oberfläche angenommene Großkreis, auf dessen Ebene (der Äquatorebene) die Rotationsachse senkrecht steht. Die Erdoberfläche wird vom Äquator in eine Nord- und eine Südhälfte unterteilt, woher der lateinische Name „Äquator“ („Gleichmacher“, veraltet „Gleicher“) stammt. Er ist Bezugskreis für die parallelen Kleinkreise, die zur Bemaßung der Erde in Nord-Süd-Richtung mithilfe von Breitenkreisen verwendet werden. Er selbst hat die geografische Breite 0°.
Der Schnitt der Äquatorebene der Erde mit der um die Erde gedachten Himmelskugel ist der Himmelsäquator.

## Erdäquator

### Länge und Durchmesser des Äquators

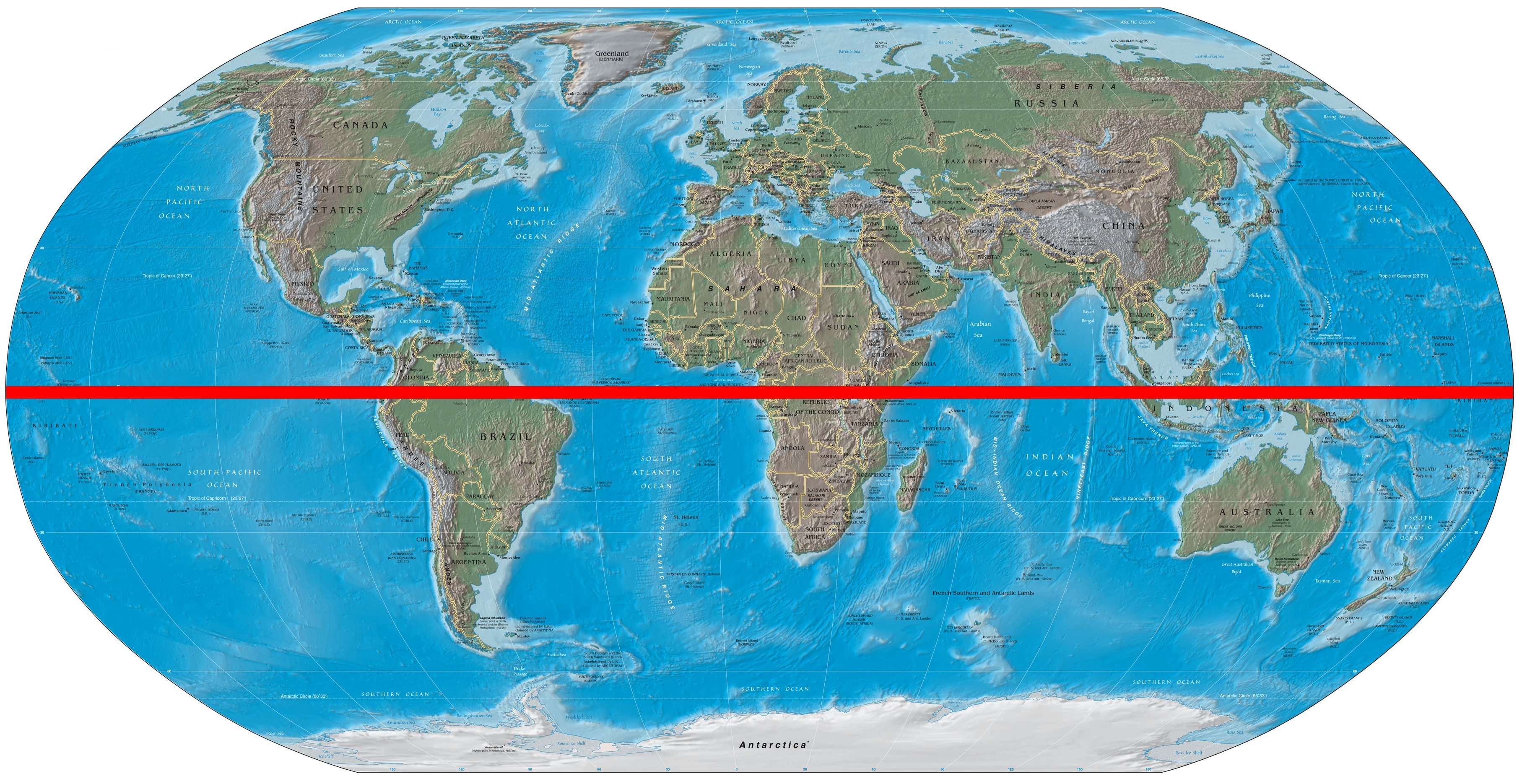
Der Äquator auf einer Weltkarte in der Mitte zwischen Arktis (im Norden, oben) und Antarktis (im Süden, unten).

Der Umfang des Äquators beträgt 40.075,017 Kilometer (WGS 84). Die Erde hat in der Kreisebene des Äquators einen mittleren Durchmesser von 12.756,274 Kilometern.
Die Länge einer Seemeile war ursprünglich der Äquatorbogen über eine Bogenminute und betrug 1853 Meter bezogen auf einen mittleren Erd-Radius von 6370 Kilometern.

### Staaten, Inseln und Städte am Äquator
Der Äquator durchquert die Kontinente Afrika, Asien (Indonesien) und Amerika (Südamerika) sowie die drei Ozeane Atlantik, Pazifik und Indischer Ozean. Er erreicht an der Südflanke des Vulkans Cayambe in Ecuador auf über 4500 Metern seinen höchsten Punkt. Aufgrund des Gletscherrückgangs ist der Punkt seit zirka 2006 eisfrei – zuvor war er als einziger Ort auf dem Äquator ganzjährig schneebedeckt.
Die durchquerten kontinentalen Staaten sind:
- Afrika
  -  Gabun
  -  Republik Kongo
  -  Demokratische Republik Kongo
  -  Uganda
  -  Kenia
  -  Somalia
- Südamerika
  -  Ecuador (hat seinen Namen vom Äquator)
  -  Kolumbien
  -  Brasilien

Inselstaaten, von denen eine oder mehrere Inseln auf dem Äquator liegen, sind:
- São Tomé und Príncipe (westlich vor Afrika)
- Indonesien

Inselstaaten mit Inseln beidseits des Äquators sind die  Malediven im Indischen Ozean und  Kiribati im Pazifischen Ozean.
Trotz seines Namens wird das Territorium Äquatorialguineas nicht direkt vom Äquator durchquert. Der weit überwiegende Teil des Landes liegt nördlich des Äquators, und nur die kleine, relativ entlegene Insel Annobón liegt südlich des Äquators.
Annähernd auf dem Äquator liegen folgende Hauptstädte:
- Quito (20 km südlich) in Ecuador
- Kampala (35 km nördlich) in Uganda
- São Tomé (35 km nördlich) auf São Tomé und Príncipe
- Libreville (40 km nördlich) in Gabun
- Yaren (50 km südlich) auf Nauru
- Singapur (137 km nördlich) in Singapur
- Nairobi (141 km südlich) in Kenia

Direkt durchquert vom Äquator werden:
- die Stadt Macapá in  Brasilien
- die Städte Calacalí, La Concordia und San Antonio de Pichincha in  Ecuador
- die Stadt Pontianak in  Indonesien
- die Städte Maseno, Nanyuki und Nyahururu in  Kenia
- die Stadt Makoua in der  Republik Kongo
- das Bergmassiv des Cayambe-Vulkans in  Ecuador – bis 2006 der einzige Äquatorabschnitt, auf dem ganzjährig Schnee lag
- das Bergmassiv des Wolf-Vulkans auf den Galapagosinseln
- der Georgsee sowie das Nordufer des Victoriasees bei  Uganda
- die Rolas-Insel bei  São Tomé und Príncipe
- das UNHCR-Flüchtlingslager Hagadera bei Dadaab in  Kenia

Wegen der leichten periodischen Bewegungen der Erdachse kann der momentane Äquator an einem Ort bis zu ca. zehn Meter vom mittleren Äquator entfernt sein.
Deutschland ist vom Äquator 47,4° bis 55,0° (etwa 5300 bis 6100 km) entfernt, Österreich 46,4° bis 49,1°, die Schweiz 45,8° bis 47,8° und Südtirol 46,2° bis 47,1°.

### Äquator in Namen von Staaten und Provinzen
Zwei Staaten nehmen in ihrem Namen Bezug auf den Äquator: Ecuador und Äquatorialguinea.
Nach 1801 gab es in Südamerika kurzzeitig France Equatorial (Äquatorialfrankreich, Süderweiterung Französisch-Guayanas), bis 1958 gab es auch die Kolonie Französisch-Äquatorialafrika.
Äquatoria wurde mehrfach in der Geschichte als Bezeichnung für Provinzen bzw. Bundesstaaten im heutigen Südsudan verwendet. Im Südsudan tragen drei Bundesländer Equatoria im Namen (Central Equatoria, Eastern Equatoria und Western Equatoria).
Équateur ist bis heute der Name einer Provinz im Kongo.

### Klima am Äquator

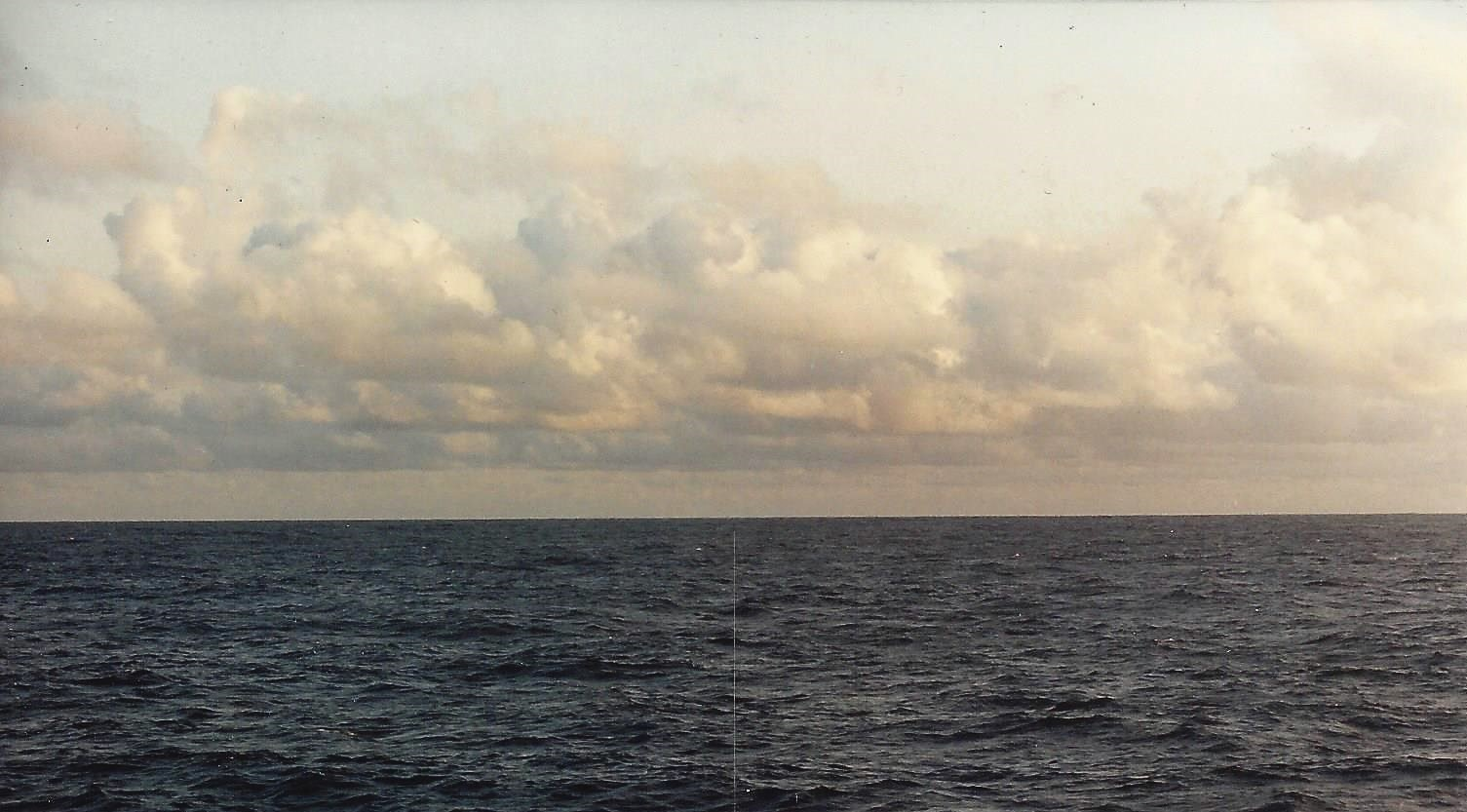
Äquator, 31° 45' w. L.

Beidseits des Äquators befindet sich die Klimazone der Tropen. Durch den während des ganzen Jahres hohen Sonnenstand am Äquator ist die Einstrahlung hoch und nahezu gleich bleibend. Die Folgen sind eine nahezu konstant bleibende Wolkenbildung und ein entsprechend konstantes Niederschlagsniveau. Charakteristisch für das sogenannte Äquatorialklima ist eine das Jahr über anhaltende Milde; Jahreszeiten wie Sommer oder Winter z. B. in europäischen Maßstäben treten nicht ein. Allerdings können in Hochgebirgsnähe Föhnwinde auf der Leeseite für längere Trockenzeiten sorgen.

### Sonstiges
Neben dem geografischen Äquator gibt es den durch die Erdmagnetpole bestimmten magnetischen Äquator und den klimatologischen Wärmeäquator.
Ein in der Seefahrt übliches Ritual beim erstmaligen Überqueren des Äquators ist die Äquatortaufe.

## „Äquatorwanderung“
Im Verlauf geologischer Zeiträume ändert sich die Raumlage des Erdkörpers relativ zu seiner Rotationsachse. Dadurch „wandern“ die geografischen Pole an der Erdoberfläche und mit ihnen die Äquatorebene und somit der Erdäquator. Zwei große Polbewegungen um mehr als 50° hin und zurück haben sich wahrscheinlich vor etwa 800 Millionen Jahren ereignet.

## Äquator im übertragenen Sinn
Der Ausdruck Äquator steht scherzhaft für eine Grenzlinie. So bezeichnet
- der Bratwurstäquator oder Kümmeläquator den Rennsteig, der den fränkischen Süden vom Rest Thüringens, in dem ganzer Kümmel in die Bratwurst („Roster“) kommt, trennt,
- der Weißwurstäquator die Grenze zwischen Altbayern und dem übrigen Deutschland inklusive des zum Freistaat Bayern gehörenden Franken,
- der Ofenäquator eine Grenze in China, nördlich derer im Winter geheizt wird (etwa auf Höhe von Shanghai),
- der Aldi-Äquator die Grenze zwischen den deutschen Gebieten, in denen die Lebensmittelketten Aldi-Nord bzw. Aldi-Süd verbreitet sind
- und der Bieräquator die Grenze zwischen zwei Regionen, in denen jeweils eine bestimmte Biersorte bevorzugt getrunken wird, beispielsweise Kölsch in der Region um Köln und Altbier in der nördlich angrenzenden Region um Düsseldorf.